# 562 هـ
562 هـ هي سنة في التقويم الهجري امتدت مقابلةً في التقويم الميلادي بين سنتي 1166 و1167.

جنكيز خان

## مواليد
- عمر بن محمد الفرغاني - خطاط وشاعر وأديب وفقيه بغدادي.
- أبو علي الشلوبين
- ابن القطان الفاسي
- جنكيز خان

## وفيات
- ابن حمدون
- سوزني السمرقندي
- فخر الدين قره أرسلان

- أبو سعد السمعاني